# Три паломнических праздника
Три паломнических праздника (др.-евр. שָׁלוֹשׁ רְגָלִים‬) — собирательное название праздников, в которые, согласно Торе, следовало совершать паломничество в Иерусалим и совершать жертвоприношения в Храме.
Три праздника, на которые совершаются паломничества: Песах, Шавуот, Суккот.
После разрушения второго Храма и до строительства третьего Храма паломничества больше не являются обязательными для евреев и более не имеют места в национальном масштабе. Во время богослужения в синагоге соответствующие отрывки, описывающие наблюдаемый праздник, читаются вслух из свитка Торы на бимe. Во время еврейских праздников в современном Израиле многие евреи, живущие в Иерусалиме (или около него), стараются посещать молитвенные службы у Западной стены, в какой-то степени подражая древним паломничествам.
Самаритяне совершают паломничества на гору Гризим три раза в год и по сей день.